# Herbert Krug (Ingenieur)
Herbert Hermann Krug (* 10. Januar 1919 in Brossen; † 12. Januar 1992 in Chemnitz) war ein deutscher Ingenieur und Hochschullehrer.

## Leben
Herbert Krug ließ sich nach dem Besuch der Volksschule zum Kaufmannsgehilfen ausbilden, danach arbeitete er in den Mineralölwerken Rositz der Deutschen Erdöl-AG. Am 1. April 1938 beantragte er die Aufnahme in die NSDAP und wurde zum 1. September desselben Jahres aufgenommen (Mitgliedsnummer 6.945.445). Ab 1939 leistete er den Reichsarbeitsdienst und den Wehrdienst. Nach kurzer Kriegsgefangenschaft arbeitete er als Hilfsarbeiter und später als Betriebselektriker im Braunkohlenwerk Zipsendorf. 1948 bestand er in Zeitz die Facharbeiterprüfung als Elektriker und an der Oberschule Meuselwitz das Abitur. Im gleichen Jahr trat er in die SED ein und ging nach Freiberg, um an der Bergakademie Bergbau zu studieren. Im Jahr 1953 beendete er sein Studium als Diplom-Ingenieur. Er blieb zunächst an der Bergakademie, arbeitete als wissenschaftlicher Assistent und ab 1957 als Oberassistent am Institut für Brikettierung.
Ab 1958 leitete er für knapp zwei Jahre die Abteilung Forschung und Entwicklung im VEB Braunkohlenwerk Regis. Im Dezember 1958 wurde er in Freiberg zum Dr.-Ing. promoviert. Vom Februar 1960 bis zum August 1966 wirkte Herbert Krug als Technischer Leiter und Technischer Direktor am Deutschen Brennstoffinstitut Freiberg. Am 1. September 1966 berief ihn die Bergakademie Freiberg zum Professor für Brikettierung und zum Institutsdirektor. Zudem übertrug man ihm die Leitung der Fachrichtung Kohleveredlung. 1969 wurde er ordentlicher Professor für Verfahrenstechnik. Seit 1978 war er ordentliches Mitglied der Sächsischen Akademie der Wissenschaften. Im September 1984 wurde er emeritiert, ein Jahr später ernannte ihn die Bergakademie Freiberg zum Ehrensenator.
Herbert Krug starb am 12. Januar 1992 in Chemnitz. Sein Grab befindet sich auf dem Freiberger Donatsfriedhof.

## Veröffentlichungen (Auswahl)
- Untersuchungen über Siebleistungen und Siebungsgüte von Siebkettenförderern unter besonderer Berücksichtigung des Einflusses der Kettengeschwindigkeit. Dissertation, 1958 (Digitalisat)
- Verfahrenstechnisches Messen. Bergakademie Freiberg, 1975 (6 Lehrbriefe)
- Beiträge zur Agglomerationstechnik. Deutscher Verlag für Grundstoffindustrie Leipzig, 1976
- Einfluss der Brikettierparameter auf die Qualität der Braunkohlenbriketts. Deutscher Verlag für Grundstoffindustrie Leipzig, 1977
- Beiträge zur Herstellung von Verkokungsbriketts aus Braunkohlen und Holzresten sowie über das Trocknungsverhalten kapillar-poröser Produkte. Deutscher Verlag für Grundstoffindustrie Leipzig, 1980
- Beiträge zur Herstellung von hochwertigen Verkokungsbriketts aus Braunkohlen sowie über das Agglomerationsvermögen von Düngemittelgemischen. Deutscher Verlag für Grundstoffindustrie Leipzig, 1981
- Die Technologie der Brikettierung von Weichbraunkohle im Lichte der Verfahrenstechnik und der besseren Nutzung dieses Energieträgers. Akademie-Verlag Berlin, 1982
- Beitrag zur Herstellung von Stückkoksen aus nicht- und, oder schwachbackenden Steinkohlen. Deutscher Verlag für Grundstoffindustrie Leipzig, 1984
- Grundlagenuntersuchungen zur Herstellung von Spezialpresslingen aus unterschiedlichen Rohstoffen. Deutscher Verlag für Grundstoffindustrie Leipzig, 1985
- Die Erzeugung eines hochfesten, grobstückigen Braunkohlenhochtemperaturkokses (BHT-Koks) im einstufigen Verfahren nach Bilkenroth-Rammler – eine komplexe Aufgabe. Bergakademie Freiberg, 1991

## Auszeichnungen
- Verdienter Aktivist (1964)
- Aktivist (1965 und 1974)
- Verdienstmedaille der DDR (1965)
- Ehrennadel der Bergakademie (1965)
- Ehrenplakette der Stadt Freiberg in Silber (1969)
- Humboldt-Medaille in Gold (1975)
- Nationalpreis der DDR 3. Klasse (im Kollektiv, 1981)
- Ehrensenator der Bergakademie (1985)[2]